# Manogea
Manogea là một chi nhện trong họ Araneidae.